# Parque Municipal Summit
Het Parque Municipal Summit is een botanische tuin en opvangcentrum voor inheemse dieren nabij Panama-stad aan de rand van het Parque Nacional Soberanía.

## Geschiedenis
Parque Municipal Summit werd in 1923 geopend als een experimentele botanische tuin met als doel tropische planten in de Panamakanaalzone van de Verenigde Staten te introduceren op de locatie van een voormalige kippenboerderij. In 1926 werden reeds meer dan duizend plantensoorten gehouden. Tijdens de Tweede Wereldoorlog werd de tuin gebruikt om soldaten te trainen in overlevingstechnieken in tropisch bos. Daarnaast werden 450.000 planten gekweekt die moesten dienen voor camouflage van militaire doelen van het Amerikaanse leger in Panama. In 1957 werd Summit een park en werden de recreatieve faciliteiten uitgebreid met onder meer rondleidingen en wandelroutes. Een jaar later kwamen de eerste dieren naar het park in de vorm van enkele ara's. In 1979 werd het park overgedragen door de Verenigde Staten aan Panama als onderdeel van de Torrijos-Carterverdragen. Aanvankelijk maakte Summit deel uit van Parque Nacional Soberanía, waarna het in 1985 onder het bestuur van de stad Panamá kwam als gemeentelijk park.

## Beschrijving
Summit omvat een botanische tuin, wandelroutes door het park en verblijven voor dieren. Het park fungeert als een soort dierentuin, al is het officieel een opvangcentrum voor geredde en verweesde wilde dieren. Centraal in het park ligt een grote volière voor de harpij-arend, de nationale vogel van Panama. Naast deze volière bevindt zich een klein museum over de harpij met uitzichtpunten op twee niveaus op de volière. In het omliggende gedeelte van het park liggen ook ruime verblijven voor de jaguar, Midden-Amerikaanse tapir en witstaarthert. Verder is er een grote volière voor ara's en watervogels. Daarnaast worden in kleinere verblijven onder meer verschillende soorten apen, kleine roofdieren, roofvogels, toekans, papegaaien en schildpadden gehouden.